# Władysław Kowal
Władysław Kowal (ur. 29 października 1928 w Brzezinach, zm. 29 listopada 2005) – polski działacz partyjny i państwowy, zootechnik, w 1982 wicewojewoda lubelski, w latach 1982–1986 I sekretarz Komitetu Wojewódzkiego PZPR w Zamościu.

## Życiorys
Syn Szczepana i Katarzyny. Zaocznie ukończył liceum w Zamościu, następnie studiował zootechnikę na Uniwersytecie Marii Curie-Skłodowskiej. W 1958 wstąpił do Polskiej Zjednoczonej Partii Robotniczej. Od 1954 działał w Prezydium Powiatowej Rady Narodowej, gdzie był kolejno kierownikiem wydziału, szefem powiatowego zarządu rolnego i od 1961 do 1971 przewodniczącym. Od 1965 zatrudniony też w MPKS. Od 1975 do 1978 pozostawał sekretarzem w Komitecie Wojewódzkim w Lublinie, od lipca do grudnia 1982 pełnił funkcję wicewojewody lubelskiego. Następnie od 9 grudnia 1982 do 15 stycznia 1985 był I sekretarzem Komitetu Wojewódzkiego PZPR w Zamościu, z funkcji odszedł po spowodowaniu wypadku.